# EMAS

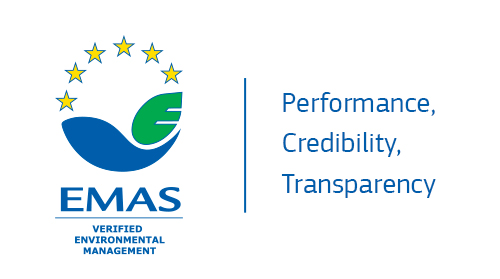
El logo de la certificación EMAS - The EU Eco-Management and Audit Scheme

El EMAS (del inglés Eco-Management and Audit Scheme -Reglamento Comunitario de Ecogestión y Ecoauditoría-) es una herramienta de gestión ambiental que emana de la normativa voluntaria de la Unión Europea que reconoce a aquellas organizaciones que han implantado un SGMA (Sistema de Gestión Medioambiental) y han adquirido un compromiso de mejora continua, verificado mediante auditorías independientes. Las organizaciones reconocidas con el EMAS -ya sean compañías industriales, pequeñas y medianas empresas, organizaciones del tercer sector, administraciones y organizaciones internacionales (incluidas la Comisión Europea y el Parlamento Europeo)- tienen una política medioambiental definida, hacen uso de un sistema de gestión medioambiental y dan cuenta periódicamente del funcionamiento de dicho sistema a través de una declaración medioambiental verificada por organismos independientes. Estas entidades son reconocidas con el logotipo EMAS, que garantiza la fiabilidad de la información dada por dicha empresa.
En 2009 se actualizó el Reglamento EMAS por segunda vez. Publicada la modificación el 22 de diciembre de 2009, ha entrado en vigor el 11 de enero de 2010. 
La implantación del EMAS en una empresa u organización se hace mediante algunas etapas descritas a continuación.

## Compromiso de la dirección
El compromiso de la alta dirección (no es lo mismo que la definición de una política medioambiental concreta) es una declaración de intenciones por las cuales se asume la intención de corregir, adecuar y mantener una política organizativa que incorpore el factor medioambiental como parte importante en su estructura.
Los factores que inducen a la decisión de implantar el EMAS pueden ser variados, como adecuación a la legislación, mejorar la imagen de la organización o introducir un elemento diferenciador que le dé más valor a la organización.
La implantación del EMAS no es una tarea trivial, y requiere estudiar a fondo la estructura de la organización implicada y ver cómo se va a modificar dicha estructura para adecuarse a los requisitos que el EMAS impone.

## Diagnóstico medioambiental
El segundo paso es hacer un diagnóstico medioambiental, en el cual se identifica el comportamiento de la empresa y ver qué necesidades va a cubrir el SGMA implantado. Hay que revisar algunos aspectos básicos:
- Grado de cumplimiento de la legislación vigente: Comprobar en qué medida la organización está al tanto de la legislación vigente y cuál es el grado de cumplimiento. Esto puede ser complicado ya que en materia medioambiental la legislación está variando muy rápidamente y puede ser difícil adaptarse de forma rápida.
- Evaluación de los efectos medioambientales, o ver de qué forma afecta al medio ambiente las actividades de la organización estudiada, ya sea mediante impactos producidos por los procesos de fabricación, productos o servicios que preste la organización. Todo esto debe documentarse.
- Examen de los procesos existentes de gestión medioambiental. Puede que, aunque no se haya implantado previamente un SGMA, se estén llevando a cabo procesos internos que tengan como finalidad mantener unas prácticas respetuosas con el medio ambiente. En este caso, la tarea consistirá en identificar estas prácticas y documentarlas cuando sea necesario.
- Valorar si se han aprovechado incidentes anteriores, y ver cómo se han aprovechado.
- Analizar posibles situaciones de emergencia, y desarrollar planes de emergencia.
- Ver si existe un sistema de gestión de la calidad implantado anteriormente y ver si se puede aprovechar la estructura ya existente.

## Definición de la política medioambiental
La política medioambiental se define como "una declaración pública y formalmente documentada, por parte de la dirección de la organización, sobre las intenciones y principios de acción de la organización acerca de su actuación medioambiental, en la que se destacan sus objetivos generales, incluyendo el cumplimiento de todos los requisitos normativos correspondientes al medio ambiente, y que proporciona un marco para su actuación y el establecimiento de dichos objetivos y metas".